# Mobi Fehr
Mobi Fehr (nacido el 13 de diciembre de 1994) es un futbolista estadounidense que se desempeña como defensa en el Monterey Bay FC de la USL Championship.
Jugó para clubes como el Portland Timbers, SC Sagamihara y Hoàng Anh Gia Lai FC.

## Trayectoria

### Clubes
| Club                 | País           | Ano           |
| -------------------- | -------------- | ------------- |
| Portland Timbers     | Estados Unidos | 2013          |
| SC Sagamihara        | Japón          | 2014 - 2015   |
| Hoàng Anh Gia Lai FC | Vietnam        | 2017          |
| Las Vegas Lights FC  | Estados Unidos | 2019 - 2020   |
| Monterey Bay FC      | Estados Unidos | 2022-presente |